# میلی‌متر
میلی‌متر یا میلیمتر (به فرانسوی: millimètre) مخفف: mm، یکای طول برابر با یک‌هزارم متر است. هر ۱۰ میلی‌متر برابر با ۱ سانتی‌متر است. و هر ۱۰۰۰ میکرومتر معادل ۱ میلی‌متر است.
هر ۱۰۰ میلی متر برابر ۱۰سانتی متر و هر۱۰ سانتی متر برابر با ۰.۱ متر.